# 이반 클라스니치
이반 클라스니치(크로아티아어: Ivan Klasnić, 1980년 1월 29일, 서독 함부르크 ~ )는 독일에서 태어난 크로아티아의 전 축구 선수이다.
독일에서 태어나 독일에서 성장한 클라스니치는 독일의 3부 리그에 속해 있는 SC 우니온 03 함부르크에서 선수 생활을 시작했다. 그는 2 분데스리가의 FC 장크트 파울리 소속 시절에 3시즌 동안 팀에서 주전으로 활약하며 많은 골을 넣었고, 2001년, 베르더 브레멘이 그를 영입하기에 이르렀다.
베르더 브레멘 이적 초반에는 기대 이상의 활약을 하지 못해 언론으로부터 비판의 대상이 되었지만, 감독인 토마스 샤프는 그를 주전으로 기용하였다. 이에 클라스니치는 감독의 기대에 부응해 많은 골과 어시스트를 기록, 베르더 브레멘의 주전 선수로 거듭났다.
그는 2007년 1월 하순, 신장병으로 인해 어머니로부터 신장 이식 수술을 받았지만, 거부 반응이 나와 수술은 실패로 끝났다. 이에 결국 아버지로부터 신장 이식을 받아 수술은 성공적으로 끝났지만, 후에 브레멘 의료진의 초기 수술에 실수가 있었다고 여겨, 소송을 제기하였다.
2007년 10월 30일에는 베르더 브레멘 2군의 일원으로 DFB-포칼 두 번째 경기에 선발 출장해 복귀전을 치렀다. 다음 해 3월에는 크로아티아 대표팀에 복귀해 UEFA 유로 2008 엔트리에 포함되었고, 폴란드와 터키를 상대로 득점을 기록했다. 특히 폴란드와의 조별리그 최종전에서는 공식 맨 오브 더 매치에 선정되기도 했다.
2008년 FC 낭트로 이적했으며, 2009년 프리미어리그의 볼턴 원더러스로 임대되었다. 2010년 볼턴 원더러스로 완전 이적하였다.
2012년 분데스리가의 1. FSV 마인츠 05로 이적하였다. 하지만 3경기 1골의 저조한 기록으로 방출되었다.

## 수상
베르더 브레멘
- 2003-04 분데스리가 우승
- 2003-04 DFB-포칼 우승
- 2006년 리가포칼 우승

개인
- UEFA 유로 2008 폴란드 vs 크로아티아 조별리그 맨 오브 더 매치